# Бурхи Гандак
Бурхи Гандак (в горното течение Сикрана) (на английски: Burhi Gandak) е река в Северна Индия, ляв приток на Ганг. (В някои източници и географски карти река Бурхи Гандак е показана като десен приток на река Багмати, която от своя страна е ляв приток на Ганг). Дължина 320 km, площ на водосборния басейн 12 180 km². Река Бурхи Гандак води началото си от южния склон на хребета Сомешвар (съставна част на планините Шивалик), на 400 m н.в., в близост до индийско-непалската граница. Почти по цялото си протежение тече в югоизточна посока през Индо-Гангската равнина с множество меандри и се разделя на ръкави. Влива се отляво в река Ганг, на 37 m н.в., при град Мунгер. Основни притоци: леви – Багмати; десни – Дханаути, Балан. Подхранването ѝ е основно дъждовно, с ясно изразено лятно пълноводие по време на летните мусони. Водите ѝ се използват за напояване и често причинява големи наводнения. Долината ѝ е гъсно населена, като най-голямото селище по течението ѝ е град Музафарпур.